# 365일: 오늘
"365일: 오늘"(폴란드어: 365 Dni: Ten Dzień)은 2022년 공개된 폴란드, 미국의 에로 로맨스 영화이다. 블란카 리핀스카의 동명 소설 3부작 중 2편이 영화의 원작이다. 2018년 영화 《365일》의 후속 작품이다.